# سه‌حلقه‌ای

دی‌بنزازپین

فنوتیازین

سه‌حلقه‌ای‌ها ترکیبات شیمیایی هستند که حاوی سه حلقه اتم به هم پیوسته هستند.
بسیاری از ترکیبات ساختار سه حلقه ای دارند، اما در داروشناسی این اصطلاح به‌طور سنتی برای توصیف داروهای هتروسیکلیک استفاده می‌شود. برخی از این دسته داروها عبارتند از: داروهای ضد افسردگی، داروهای ضد روان پریشی، داروهای ضد تشنج و آنتی هیستامین‌ها. 

## نگارخانه
| داروهای ضد افسردگی    | داروهای ضد افسردگی | داروهای ضد افسردگی | داروهای ضد افسردگی | داروهای ضد افسردگی |
| --------------------- | ------------------ | ------------------ | ------------------ | ------------------ |
| ایمی‌پرامین            | آمی‌تریپتیلین       | ایپریندول          | تیانپتین           |                    |
| داروهای ضد روان پریشی |                    |                    |                    |                    |
| کلرپرومازین           | تیوریدازین         | کلرپروتیکسن        | لوکساپین           | کلوزاپین           |
| آنتی هیستامین ها      |                    |                    |                    |                    |
| پرومتازین             | سیپروهپتادین       | Latrepirdine       | لوراتادین          | روپاتادین          |
| دیگر موارد            |                    |                    |                    |                    |
| کاربامازپین           | کارودیلول          | کارودیلول          | سیکلوبنزاپرین      | پیزوتیفن           |